# Korpilahti
Korpilahti (En sueco Korpilax) es una localidad y fue un antiguo municipio de Finlandia. Se encontraba en la provincia de Finlandia Occidental, y formaba parte de la región de Finlandia Central. El municipio tenía una población de 5.016 habitantes en 2003. Además, hay alrededor de 4500 veraneantes visitando las alrededor de 2.000 cabañas de verano. Korpilahti decidió unirse a la ciudad cercana de Jyväskylä. Korpilahti abarcaba una superficie de 794.62 km² de los que 177.44 km² son agua. La densidad de población era de 6,3 habitantes por km².
El municipio era unilingüe finlandés. Previamente fue conocido como «Korpilax» en los documentos suecos, pero hoy se la llama «Korpilahti» también en sueco. Políticamente, predomina el Partido Centrista. Korpilahti es uno de los municipios más pobres de Finlandia con una tasa de desempleo del 14,4% en el año 2002.

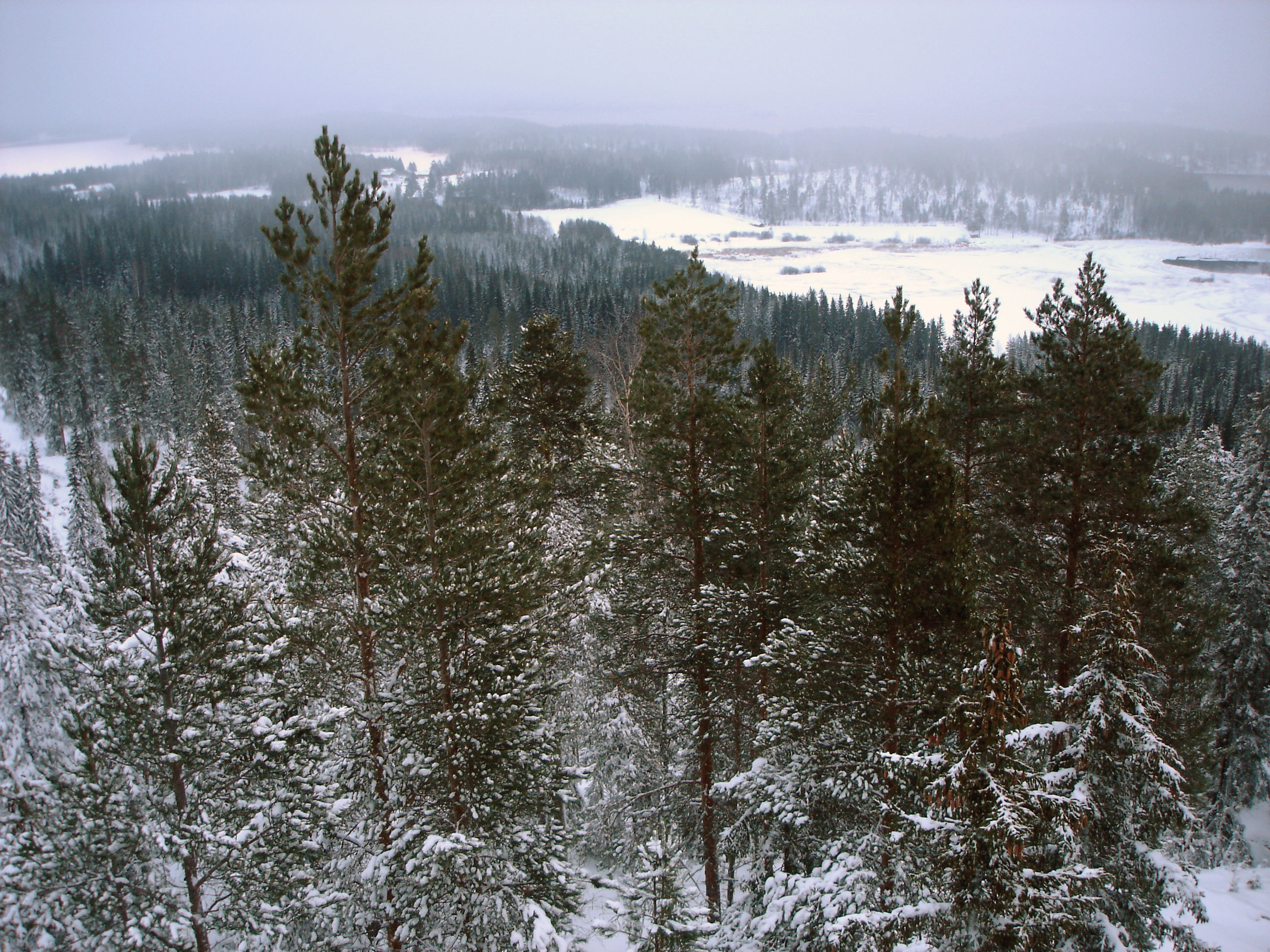
Paisaje de Korpilahti visto desde lo alto del monte Oravivuori.

Korpilahti es relativamente bien conocida por su bella naturaleza, con montañas y alrededor de 200 lagos. El lago Päijänne está parcialmente en territorio de Korpilahti.
Se planeó la construcción de una central hidroeléctrica reversible en Vaaruvuori cerca del lago Päijänne pero la oposición ecologista puso fin al proyecto.  (enlace roto disponible en Internet Archive; véase el historial, la primera versión y la última).